# بورخا مايورال
بورخا مايورال مويا (بالإسبانية: Borja Mayoral)‏ (مواليد 5 أبريل 1997) يُعرف باسم بورخا مايورال أو اختصارًا مايورال. هو لاعب كرة قدم إسباني يلعب في مركز الهجوم مع نادي خيتافي الإسباني وسبق وأن لعب مع منتخب إسبانيا تحت 21 سنة.

## مسيرته الكروية

### ريال مدريد
ولد مايورال في بارلا، مدريد، وانضم إلى الفئات السنية لنادي ريال مدريد في عام 2007، بعد أن بدأ في نادي مدينته نادي بارلا. في عام 2014، تم إشراكه في فريق الشباب، وسجل سبعة أهداف في الدوري الأوروبي للشباب، من ضمنها ذلك هاتريك في مباراة الفوز بمجموع 6–0 على لودوغورتس رازغراد وسجل هدف الفريق في مباراة التعادل 1–1 أمام بورتو في دور الـ16 الأخير.
في 2 مارس 2016، بسبب إصابة كريم بنزيما، أعطى المدير الفني زين الدين زيدان مايورال أول مشاركة له مع فريق ريال مدريد الأول ضد ليفانتي، كان وراء الهدف الثاني للفريق في تلك المباراة بعد سجلها الحارس دييغو مارينيو في مرماه، وأنتهت المباراة بالفوز 3–1 على ملعب ملعب سيوداد دي فالنسيا.

#### فولفسبورغ (إعارة)
في 22 يوليو 2016، تم إعارة مايورال إلى فريق البوندسليجا فولفسبورغ لموسم 2016–17. شارك لأول مرة في 20 أغسطس في الجولة الأولى من كأس ألمانيا، ليحل محل الهداف باس دوست في الدقائق السبع الأخيرة من مباراة الفوز 2–1 على إف إس في فرانكفورت. في 16 أكتوبر، لعب مباراته الأولى في الدوري مع الذئاب، ودخل في الدقيقة 77 في مكان لويس غوستافو في مباراة الخسارة 0–1 على أرضه أمام آر بي لايبزيغ، وسجل أول هدف له في 3 ديسمبر في مباراة الخسارة 3–2 على الأرض أمام هرتا برلين.

#### العودة لريال مدريد
بدأ مايورال مباراته الأولى بعد عودته إلى ريال مدريد في 17 سبتمبر 2017 أمام ريال سوسييداد. وسجل هدف الفريق الافتتاحي وأول هدف له مع فريق ريال مدريد الأول. في ديسمبر، كان جزءًا من التشكيلة التي فازت بكأس العالم للأندية 2017 في الإمارات العربية المتحدة، لكنه لم يلعب أي مباراة. خلال دوري أبطال أوروبا 2017–18، لعب أربع مباريات وسجل هدف واحد، وفاز حينها ريال مدريد باللقب الثالث على التوالي في دوري أبطال أوروبا واللقب الثالث عشر في تاريخه بالبطولة.

#### ليفانتي (إعارة)
في 31 أغسطس 2018، تمت إعارة مايورال إلى نادي ليفانتي لموسم 2018–19. في 9 ديسمبر 2018، سجل مايورال هدفه الأول لنادي ليفانتي في مباراة التعادل 4–4 في الدوري أمام نادي إيبار. في 10 يناير 2019، سجل مايورال هدف فريقه الثاني في مباراة الفوز 2–1 على برشلونة في دور الستة عشر من كأس ملك إسبانيا.

## مسيرته الدولية
سجل مايورال في كل مباريات التصفيات لبطولة أمم أوروبا تحت 19 سنة 2015 مع إسبانيا: هدفان كانا في في مباراة الفوز 5–0 على تركيا وباقي الأهداف كانت على البرتغال ومستضيف جورجيا. في النهائيات باليونان، أنهى البطولة بتسجيله 3 أهداف، كان أحد الأهداف في مباراة الفوز بالنهائي أمام روسيا 2–0 ليحقق المنتخب الإسباني لقبه السابع في هذه الفئة، وكان من ضمن فريق البطولة.
في 7 أكتوبر 2015، شارك مايورال لأول مرة مع منتخب إسبانيا تحت 21 سنة في مباراة تصفيات خارج ملعبه ضد جورجيا في بطولة أوروبا تحت 21 سنة 2017.

## الإحصائيات
آخر تحديث 10 يناير 2019.
| النادي            | الموسم   | الدوري    | الدوري  | الكأس1    | الكأس1  | قاري      | قاري    | المجموع   | المجموع |
| النادي            | الموسم   | المباريات | الأهداف | المباريات | الأهداف | المباريات | الأهداف | المباريات | الأهداف |
| ----------------- | -------- | --------- | ------- | --------- | ------- | --------- | ------- | --------- | ------- |
| ريال مدريد كاستيا | 2014–15  | 5         | 2       | —         | —       | —         | —       | 5         | 2       |
| ريال مدريد كاستيا | 2015–16  | 33        | 15      | —         | —       | —         | —       | 33        | 15      |
| ريال مدريد كاستيا | المجموع  | 38        | 17      | —         | —       | —         | —       | 38        | 17      |
| ريال مدريد        | 2015–16  | 6         | 0       | 0         | 0       | 0         | 0       | 6         | 0       |
| ريال مدريد        | 2017–18  | 14        | 3       | 6         | 3       | 4         | 1       | 24        | 7       |
| ريال مدريد        | 2018–19  | 0         | 0       | 1         | 0       | 0         | 0       | 1         | 0       |
| ريال مدريد        | المجموع  | 20        | 3       | 7         | 3       | 4         | 1       | 31        | 7       |
| فولفسبورغ (إعارة) | 2016–17  | 19        | 2       | 2         | 0       | —         | —       | 21        | 2       |
| ليفانتي (إعارة)   | 2018–19  | 11        | 2       | 3         | 2       | 0         | 0       | 14        | 4       |
| الإجمالي          | الإجمالي | 89        | 24      | 12        | 5       | 4         | 1       | 104       | 30      |

1 تشمل كأس السوبر الإسباني، كأس السوبر الأوروبي وكأس العالم للأندية.

## الإنجازات

### النادي
ريال مدريد
- كأس السوبر الأوروبي (1): 2017[23]
- كأس السوبر الإسباني (1): 2017[24]

- كأس العالم للأندية (1): 2017[25]

- دوري أبطال أوروبا (1): 2017–18[1]

### المنتخب
إسبانيا تحت 19 سنة
- بطولة أوروبا تحت 19 سنة (1): 2015[26]

### الفردية
- هداف بطولة أوروبا تحت 19 سنة (1): 2015[26]

## وصلات خارجية
- بورخا مايورال على موقع الاتحاد الدولي (مؤرشف)  (الإنجليزية)
- بورخا مايورال على موقع الاتحاد الأوربي (الإنجليزية)
- بورخا مايورال على موقع قاعدة بيانات كرة القدم.إي يو (الإنجليزية)
- بورخا مايورال على موقع Soccerway.com (الإنجليزية)
- بورخا مايورال على موقع عالم كرة القدم.نت (الإنجليزية)
- بورخا مايورال على موقع AS.com (الإسبانية)